# Saint-Fulgent-des-Ormes
Pour les articles homonymes, voir Saint-Fulgent (homonymie).
Saint-Fulgent-des-Ormes est une commune française, située dans le département de l'Orne en région Normandie, peuplée de 174 habitants.

## Géographie
Entre Perche et Saosnois, le bourg est à 6 km au nord de Saint-Cosme-en-Vairais, à 9 km au sud-est de Mamers et à 12 km au sud-ouest de Bellême.
Saint-Fulgent-des-Ormes est dans le bassin de la Loire, par son sous-affluent l'Orne saosnoise (affluent de la Sarthe) qui délimite le territoire à l'ouest. L'essentiel des eaux du territoire sont collectées par son affluent le ruisseau d'Argenson, qui borde le bourg à l'ouest, et ses propres courts affluents.
Le point culminant (125 m) se situe en limite est, sur une pente qui culmine à plus de 165 m sur la commune voisine d'Igé, près du lieu-dit les Vignes. Le point le plus bas (76 m) correspond à la sortie du ruisseau d'Argenson du territoire, au sud.
| Origny-le-Roux                  | Chemilli                        | Vaunoise |
| Origny-le-Roux                  | Saint-Fulgent-des-Ormes         | Igé      |
| Saint-Pierre-des-Ormes (Sarthe) | Saint-Cosme-en-Vairais (Sarthe) | Igé      |

### Hydrographie
La commune est située dans le bassin Loire-Bretagne. Elle est drainée par l'Orne saosnoise, l'Orne Saosnoise, l'Argenson et le Pitot,,.
L'Orne saosnoise, d'une longueur de 53 km, prend sa source dans la commune de Montgaudry et se jette  dans la Sarthe à Montbizot, face à Sainte-Jamme-sur-Sarthe, après avoir traversé 19 communes. 
L'Argenson, d'une longueur de 11 km, prend sa source dans la commune d'Igé et se jette  dans l'Orne saosnoise à Saint-Cosme-en-Vairais, après avoir traversé quatre communes. 

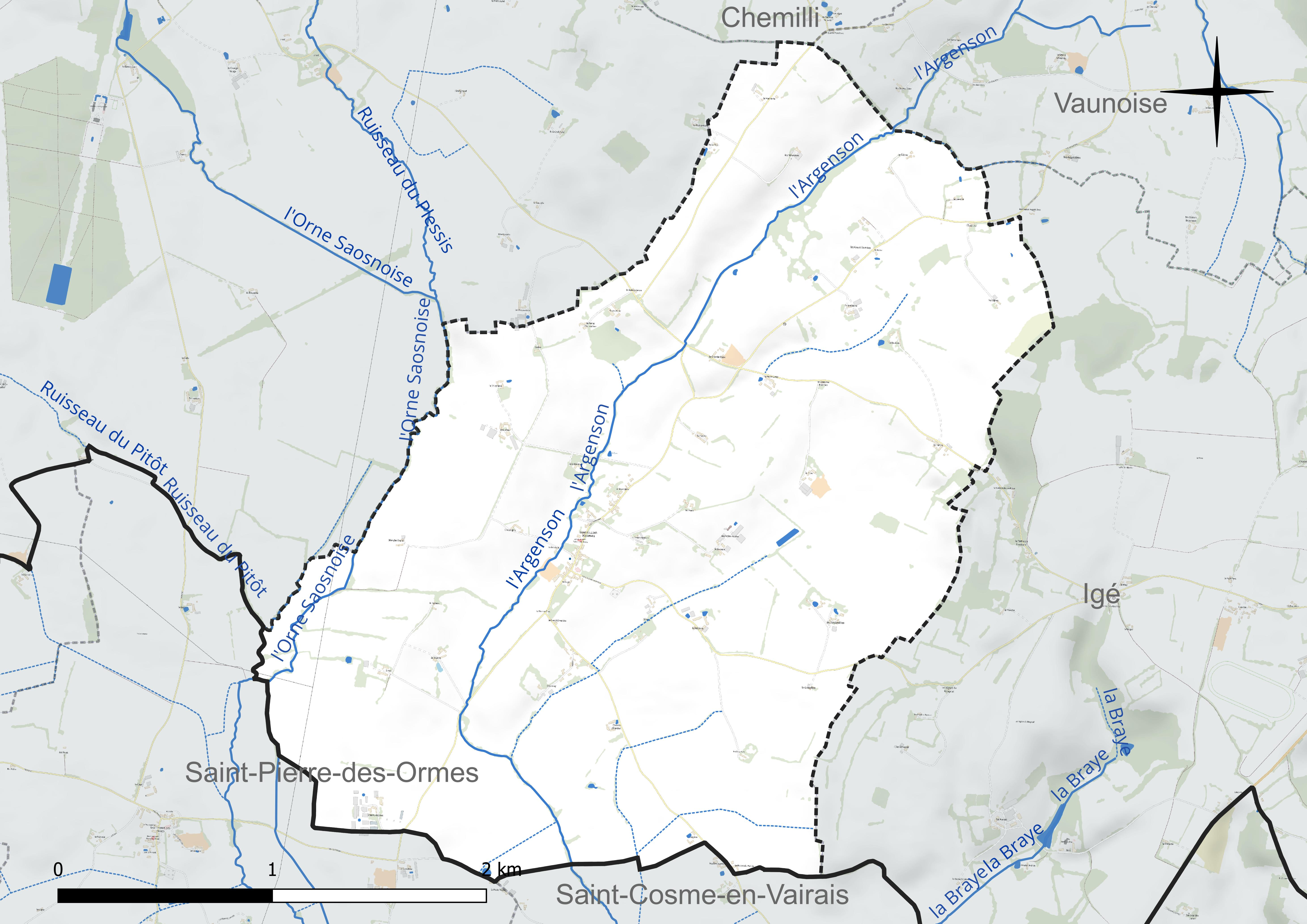
Réseau hydrographique de Saint-Fulgent-des-Ormes.

### Climat
Pour des articles plus généraux, voir Climat de la Normandie et Climat de l'Orne.
En 2010, le climat de la commune est de type climat océanique dégradé des plaines du Centre et du Nord, selon une étude du CNRS s'appuyant sur une série de données couvrant la période 1971-2000. En 2020, Météo-France publie une typologie des climats de la France métropolitaine dans laquelle la commune est exposée à un climat océanique altéré et est dans la région climatique Normandie (Cotentin, Orne), caractérisée par une pluviométrie relativement élevée (850 mm/a) et un été frais (15,5 °C) et venté. Parallèlement le GIEC normand, un groupe régional d’experts sur le climat, différencie quant à lui, dans une étude de 2020, trois grands types de climats pour la région Normandie, nuancés à une échelle plus fine par les facteurs géographiques locaux. La commune est, selon ce zonage, exposée à un « climat contrasté des collines », correspondant au Pays d'Ouche et au Perche et bénéficiant d’un caractère continental affirmé avec des précipitations atténuées et des amplitudes thermiques fortes.
Pour la période 1971-2000, la température annuelle moyenne est de 10,6 °C, avec une amplitude thermique annuelle de 14 °C. Le cumul annuel moyen de précipitations est de 702 mm, avec 11,8 jours de précipitations en janvier et 7,5 jours en juillet. Pour la période 1991-2020, la température moyenne annuelle observée sur la station météorologique la plus proche, située sur la commune de Commerveil à 7 km à vol d'oiseau, est de 11,9 °C et le cumul annuel moyen de précipitations est de 712,2 mm,. Pour l'avenir, les paramètres climatiques de la commune estimés pour 2050 selon différents scénarios d’émission de gaz à effet de serre sont consultables sur un site dédié publié par Météo-France en novembre 2022.

## Urbanisme

### Typologie
Au 1er janvier 2024, Saint-Fulgent-des-Ormes est catégorisée commune rurale à habitat très dispersé, selon la nouvelle grille communale de densité à sept niveaux définie par l'Insee en 2022.
Elle est située hors unité urbaine. Par ailleurs la commune fait partie de l'aire d'attraction de Mamers, dont elle est une commune de la couronne,. Cette aire, qui regroupe 21 communes, est catégorisée dans les aires de moins de 50 000 habitants,.

### Occupation des sols
L'occupation des sols de la commune, telle qu'elle ressort de la base de données européenne d’occupation biophysique des sols Corine Land Cover (CLC), est marquée par l'importance des territoires agricoles (96,6 % en 2018), une proportion identique à celle de 1990 (96,6 %). La répartition détaillée en 2018 est la suivante : 
terres arables (88,2 %), prairies (5,2 %), zones agricoles hétérogènes (3,2 %), zones urbanisées (3 %), forêts (0,5 %). L'évolution de l’occupation des sols de la commune et de ses infrastructures peut être observée sur les différentes représentations cartographiques du territoire : la carte de Cassini (XVIIIe siècle), la carte d'état-major (1820-1866) et les cartes ou photos aériennes de l'IGN pour la période actuelle (1950 à aujourd'hui).

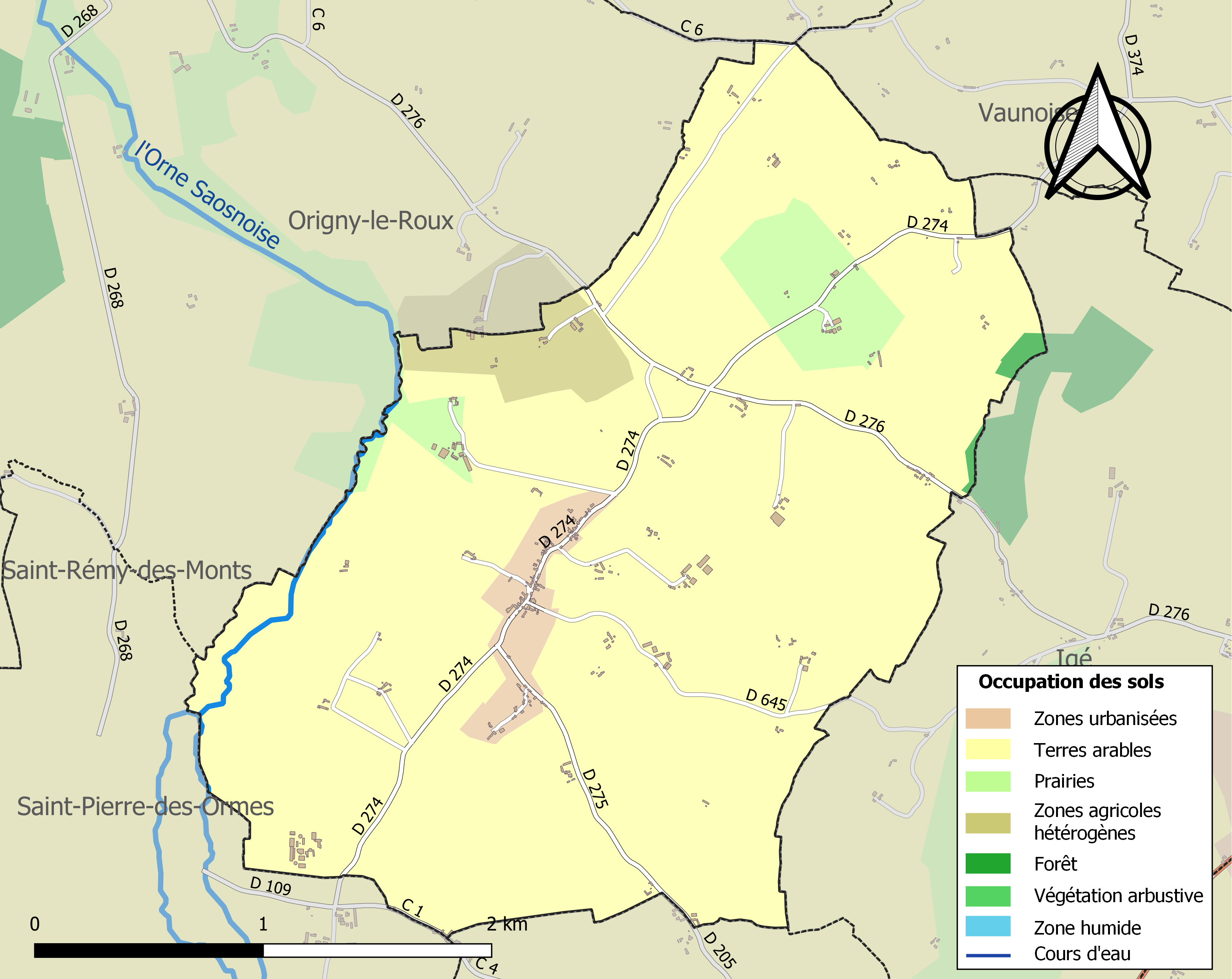
Carte des infrastructures et de l'occupation des sols de la commune en 2018 (CLC).

## Toponymie et gentilé
Le nom de la localité est attesté sous les formes Sanctus Frogentius vers 1100, Saint Frogent en 1726, Saint-Fulgent en 1801.
Saint Frogent, évêque de Sées en 752, est à l'origine du nom de la paroisse, il y possédait un manoir résidentiel comme à Fleuré (Orne) et à Laleu (Orne). On lui ajouta, vers 1830[réf. nécessaire], le nom de « la rivière des Ormes » (Orne saosnoise) qui prend un instant le nom de « ruisseau des Ormes », dans le département de la Sarthe en amont de Saint-Pierre-des-Ormes, dont la vallée alluviale, tournée vers le Saosnois, limite de la commune à l'ouest avec Origny-le-Roux.
Ormes est un mot issu de l'ancien français Olme du latin ulmus signifiant Orme, de l'oïl ormoi, puis du pluriel de l'oïl orme, « lieu planté d'ormes ».
Le gentilé est Ulmo-Frogentin.

## Histoire
La paroisse de Saint-Fulgent faisait partie de l'ancien diocèse du Mans, sous le patronage de l'abbaye du Pré du Mans.
Pendant des siècles, avant la Révolution française, l'évêque de Séez y possède un manoir résidentiel comme à Fleuré (Orne) et à Laleu (Orne).

## Politique et administration
| Période                                  | Période   | Identité           | Étiquette        | Qualité                   |
| ---------------------------------------- | --------- | ------------------ | ---------------- | ------------------------- |
| 1945                                     | 1953      | Marcel Tison       |                  |                           |
| 1989                                     | mars 2001 | Nicole Tison       |                  |                           |
| mars 2001                                | mars 2014 | Laurent Froidevaux | SE puis NC       | Consultant d'EDF retraité |
| mars 2014                                | En cours  | Amale El Khaledi   | SE puis Horizons | Chef d'entreprise         |
| Les données manquantes sont à compléter. |           |                    |                  |                           |

Le conseil municipal est composé de onze membres dont le maire et un adjoint.

## Démographie
L'évolution du nombre d'habitants est connue à travers les recensements de la population effectués dans la commune depuis 1793. Pour les communes de moins de 10 000 habitants, une enquête de recensement portant sur toute la population est réalisée tous les cinq ans, les populations de référence des années intermédiaires étant quant à elles estimées par interpolation ou extrapolation. Pour la commune, le premier recensement exhaustif entrant dans le cadre du nouveau dispositif a été réalisé en 2006.
En 2022, la commune comptait 174 habitants, en évolution de +5,45 % par rapport à 2016 (Orne : −3,21 %, France hors Mayotte : +2,11 %).
Saint-Fulgent-des-Ormes a compté jusqu'à 791 habitants en 1836.
| 1793 | 1800 | 1806 | 1821 | 1836 | 1841 | 1846 | 1851 | 1856 |
| ---- | ---- | ---- | ---- | ---- | ---- | ---- | ---- | ---- |
| 535  | 630  | 639  | 715  | 791  | 736  | 696  | 685  | 693  |

| 1861 | 1866 | 1872 | 1876 | 1881 | 1886 | 1891 | 1896 | 1901 |
| ---- | ---- | ---- | ---- | ---- | ---- | ---- | ---- | ---- |
| 629  | 630  | 560  | 564  | 525  | 534  | 503  | 470  | 431  |

| 1906 | 1911 | 1921 | 1926 | 1931 | 1936 | 1946 | 1954 | 1962 |
| ---- | ---- | ---- | ---- | ---- | ---- | ---- | ---- | ---- |
| 415  | 436  | 381  | 348  | 383  | 357  | 332  | 306  | 265  |

| 1968 | 1975 | 1982 | 1990 | 1999 | 2006 | 2011 | 2016 | 2021 |
| ---- | ---- | ---- | ---- | ---- | ---- | ---- | ---- | ---- |
| 250  | 204  | 197  | 176  | 158  | 164  | 176  | 165  | 168  |

| 2022 | - | - | - | - | - | - | - | - |
| ---- | - | - | - | - | - | - | - | - |
| 174  | - | - | - | - | - | - | - | - |

## Lieux et monuments

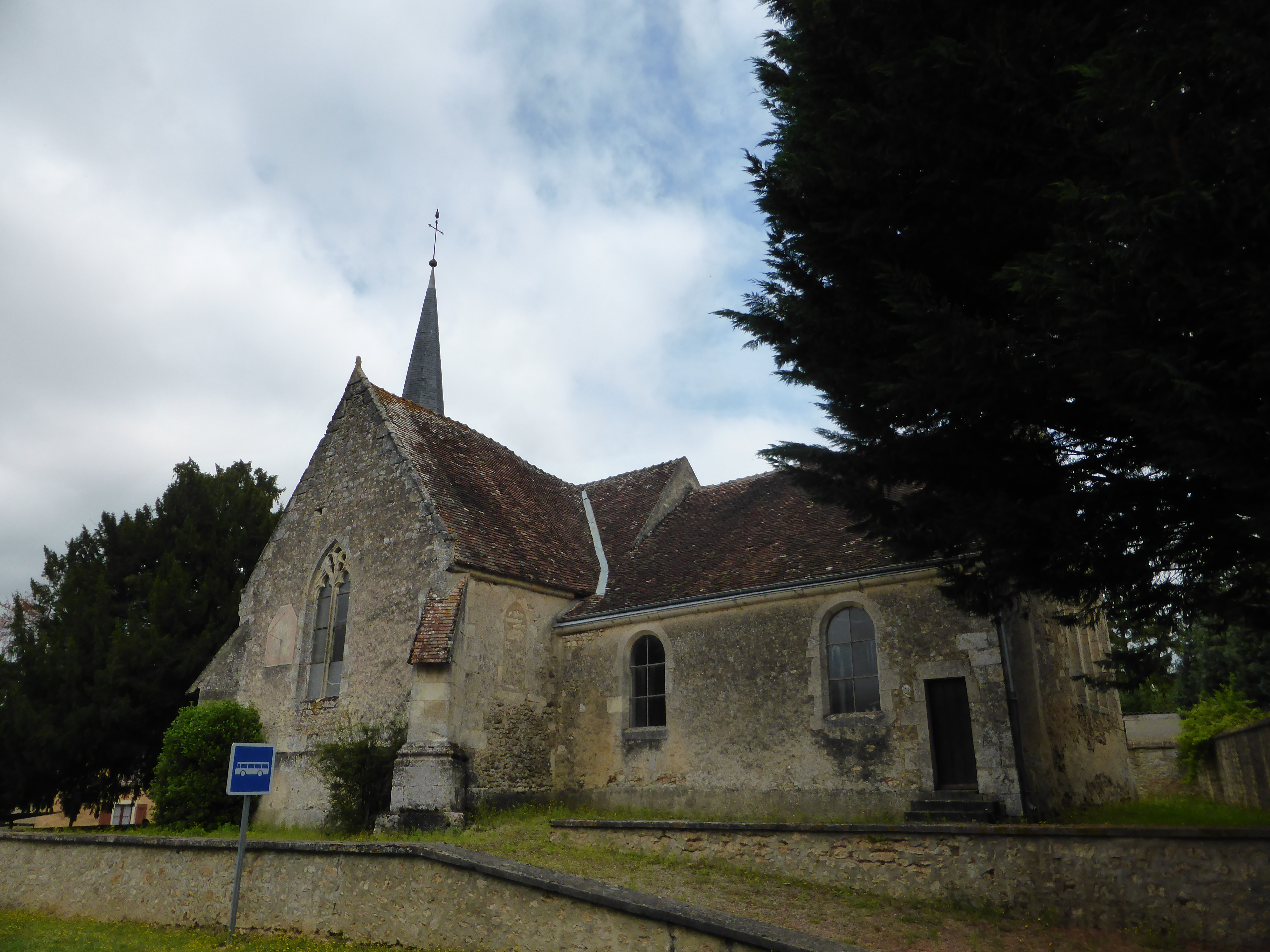
L'église Saint-Godegrand.

- Église paroissiale Saint-Godegrand du XVIIe siècle. Plan en croix latine, flèche polygonale, portail du XIIe siècle.
- Vestige d'une briqueterie du XVIIIe siècle au lieu-dit le Tertre. Four à flamme direct encore visible. Gros œuvre en pierre de taille calcaire, voûte en berceau formant le couvrement.
- Vestige d'un four à chaux du XVIIIe siècle au lieu-dit le Tertre.